# Flindersia
Flindersia es un género con 38 especies de plantas  perteneciente a la familia Rutaceae. Son nativos de Molucas, Nueva Guinea, Australia y Nueva Caledonia. 
Son cultivados como planta ornamental para el adorno de las calles. Fue nombrada en honor del explorador Matthew Flinders.

## Especies seleccionadas
- Flindersia acuminata C.T.White
- Flindersia australis R.Br.
- Flindersia bennettiana F.Muell. ex Benth.
- Flindersia bourjotiana F.Muell.
- Flindersia brassii T.G.Hartley & B.Hyland
- Flindersia brayleyana F.Muell.
- Flindersia collina F.M.Bailey
- Flindersia dissosperma (F.Muell.) Domin
- Flindersia fournieri Panch. & Sebert ("Chêne blanc" - Nouvelle-Calédonie)
- Flindersia ifflaiana F.Muell.
- Flindersia laevicarpa C.T.White & W.D.Francis
- Flindersia maculosa (Lindl.) Benth.
- Flindersia schottiana F.Muell
- Flindersia xanthoxyla (A.Cunn. ex Hook.) Domin